# Dziersław Abrahamowicz
Dziersław Abrahamowicz herbu Odrowąż (zm. w 1224 lub 1225) – kasztelan wiślicki. 
Zwolennik pokoju i przymierza z ks. halickim Danielem, prowadził rokowania, w 1220 pomyślnie zakończone układem. Według Jana długosza zginął w 1224 lub 1225.